# Cláudia Pascoal
Cláudia Rafaela Teixeira Pascoal, (São Pedro da Cova, 1994. október 12. –) portugál énekesnő. Ő képviselte Portugáliát a 2018-as Eurovíziós Dalfesztiválon, Lisszabonban, a O jardim (magyarul: A kert) című dallal. A  döntőben utolsó helyen végzett, 39 ponttal.

## Diszkográfia
- O Jardim (2018)